# Vregille
Vregille est une commune française située dans le département de la Haute-Saône, la région culturelle et historique de Franche-Comté et la région administrative Bourgogne-Franche-Comté.

## Géographie
Le village est établi dans une boucle de l'Ognon qui l'entoure à l'est, au sud et à l'ouest.

### Climat
Pour des articles plus généraux, voir Climat de la Bourgogne-Franche-Comté et Climat de la Haute-Saône.
En 2010, le climat de la commune est de type climat des marges montargnardes, selon une étude du Centre national de la recherche scientifique s'appuyant sur une série de données couvrant la période 1971-2000. En 2020, Météo-France publie une typologie des climats de la France métropolitaine dans laquelle la commune est exposée à un climat semi-continental et est dans une zone de transition entre les régions climatiques « Lorraine, plateau de Langres, Morvan » et « Jura ». 
Pour la période 1971-2000, la température annuelle moyenne est de 10,5 °C, avec une amplitude thermique annuelle de 17,3 °C. Le cumul annuel moyen de précipitations est de 1 015 mm, avec 12,5 jours de précipitations en janvier et 9 jours en juillet. Pour la période 1991-2020, la température moyenne annuelle observée sur la station météorologique de Météo-France la plus proche, « Bucey-lès-Gy », sur la commune de Bucey-lès-Gy à 12 km à vol d'oiseau, est de 11,6 °C et le cumul annuel moyen de précipitations est de 1 032,6 mm. 
La température maximale relevée sur cette station est de 41,5 °C, atteinte le 8 août 2003 ; la température minimale est de −23 °C, atteinte le 2 janvier 1971,,. 
Les paramètres climatiques de la commune ont été estimés pour le milieu du siècle (2041-2070) selon différents scénarios d'émission de gaz à effet de serre à partir des nouvelles projections climatiques de référence DRIAS-2020. Ils sont consultables sur un site dédié publié par Météo-France en novembre 2022.

## Urbanisme

### Typologie
Au 1er janvier 2024, Vregille est catégorisée commune rurale à habitat dispersé, selon la nouvelle grille communale de densité à sept niveaux définie par l'Insee en 2022.
Elle est située hors unité urbaine. Par ailleurs la commune fait partie de l'aire d'attraction de Besançon, dont elle est une commune de la couronne,. Cette aire, qui regroupe 310 communes, est catégorisée dans les aires de 200 000 à moins de 700 000 habitants,.

### Occupation des sols
L'occupation des sols de la commune, telle qu'elle ressort de la base de données européenne d’occupation biophysique des sols Corine Land Cover (CLC), est marquée par l'importance des territoires agricoles (68,5 % en 2018), en diminution par rapport à 1990 (75,4 %). La répartition détaillée en 2018 est la suivante : 
terres arables (59,8 %), forêts (24,6 %), zones urbanisées (6,9 %), prairies (5,9 %), zones agricoles hétérogènes (2,7 %). L'évolution de l’occupation des sols de la commune et de ses infrastructures peut être observée sur les différentes représentations cartographiques du territoire : la carte de Cassini (XVIIIe siècle), la carte d'état-major (1820-1866) et les cartes ou photos aériennes de l'IGN pour la période actuelle (1950 à aujourd'hui).

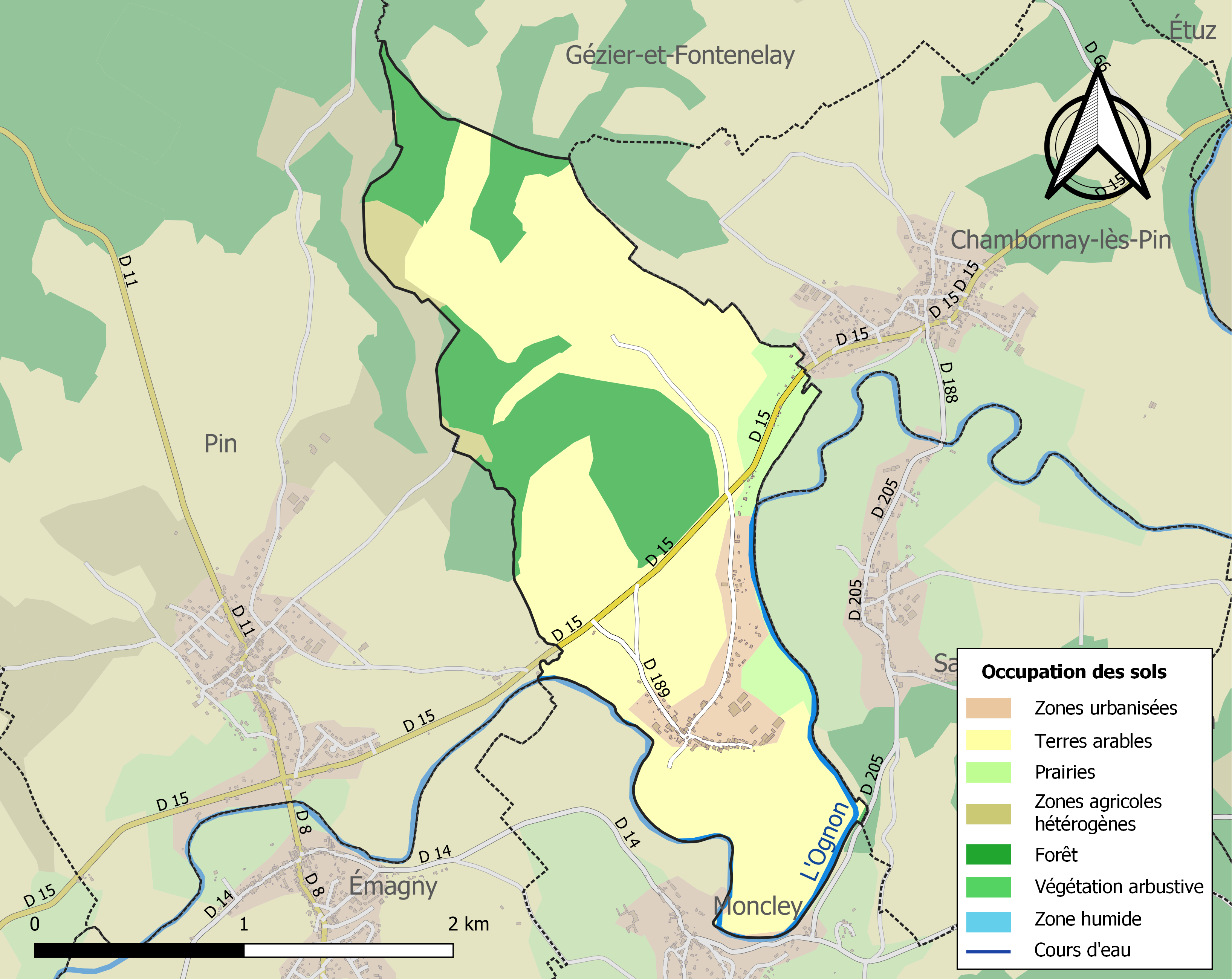
Carte des infrastructures et de l'occupation des sols de la commune en 2018 (CLC).

## Politique et administration

Carte départementale représentant en rouge les communes de la communauté de communes du Val marnaysien de Haute-Saône et en marron celles du Doubs.

### Rattachements administratifs et électoraux
La commune fait partie de l'arrondissement de Vesoul du département de la Haute-Saône,  en région Bourgogne-Franche-Comté. Pour l'élection des députés, elle dépend de la première circonscription de la Haute-Saône.
Elle fait partie depuis 1826 du canton de Marnay. La composition de ce canton a été modifiée dans le cadre du redécoupage cantonal de 2014 en France

### Intercommunalité
La commune faisait partie de la communauté de communes de la vallée de l'Ognon créée le 19 décembre 2002. Celle-ci a fusionné avec d'autres pour former, le 1er janvier 2014 la communauté de communes du Val marnaysien, dont la commune est désormais membre.

### Liste des maires
| Période                                  | Période  | Identité             | Étiquette | Qualité                                                                                         |
| ---------------------------------------- | -------- | -------------------- | --------- | ----------------------------------------------------------------------------------------------- |
| Les données manquantes sont à compléter. |          |                      |           |                                                                                                 |
| 1949                                     | 1977     | Henri Prêtre         |           | Agriculteur Sénateur de la Haute-Saône (1958 → 1977) Conseiller général de Marnay (1958 → 1976) |
| 1977                                     | 1989     | Marcel Barthélémy    |           |                                                                                                 |
| mars 1989                                | En cours | Jean-François Abisse |           | Réélu pour le mandat 2020-2026,                                                                 |

## Démographie
L'évolution du nombre d'habitants est connue à travers les recensements de la population effectués dans la commune depuis 1793. Pour les communes de moins de 10 000 habitants, une enquête de recensement portant sur toute la population est réalisée tous les cinq ans, les populations de référence des années intermédiaires étant quant à elles estimées par interpolation ou extrapolation. Pour la commune, le premier recensement exhaustif entrant dans le cadre du nouveau dispositif a été réalisé en 2007.

En 2022, la commune comptait 178 habitants, en évolution de +2,89 % par rapport à 2016 (Haute-Saône : −1,4 %, France hors Mayotte : +2,11 %).
| 1793 | 1800 | 1806 | 1821 | 1831 | 1836 | 1841 | 1846 | 1851 |
| ---- | ---- | ---- | ---- | ---- | ---- | ---- | ---- | ---- |
| 190  | 200  | 204  | 191  | 174  | 193  | 163  | 148  | 145  |

| 1856 | 1861 | 1866 | 1872 | 1876 | 1881 | 1886 | 1891 | 1896 |
| ---- | ---- | ---- | ---- | ---- | ---- | ---- | ---- | ---- |
| 125  | 117  | 111  | 115  | 105  | 123  | 132  | 119  | 120  |

| 1901 | 1906 | 1911 | 1921 | 1926 | 1931 | 1936 | 1946 | 1954 |
| ---- | ---- | ---- | ---- | ---- | ---- | ---- | ---- | ---- |
| 112  | 114  | 117  | 98   | 84   | 85   | 69   | 58   | 58   |

| 1962 | 1968 | 1975 | 1982 | 1990 | 1999 | 2006 | 2007 | 2012 |
| ---- | ---- | ---- | ---- | ---- | ---- | ---- | ---- | ---- |
| 77   | 72   | 72   | 103  | 149  | 140  | 171  | 175  | 174  |

| 2017 | 2022 | - | - | - | - | - | - | - |
| ---- | ---- | - | - | - | - | - | - | - |
| 174  | 178  | - | - | - | - | - | - | - |

## Culture locale et patrimoine

### Lieux et monuments

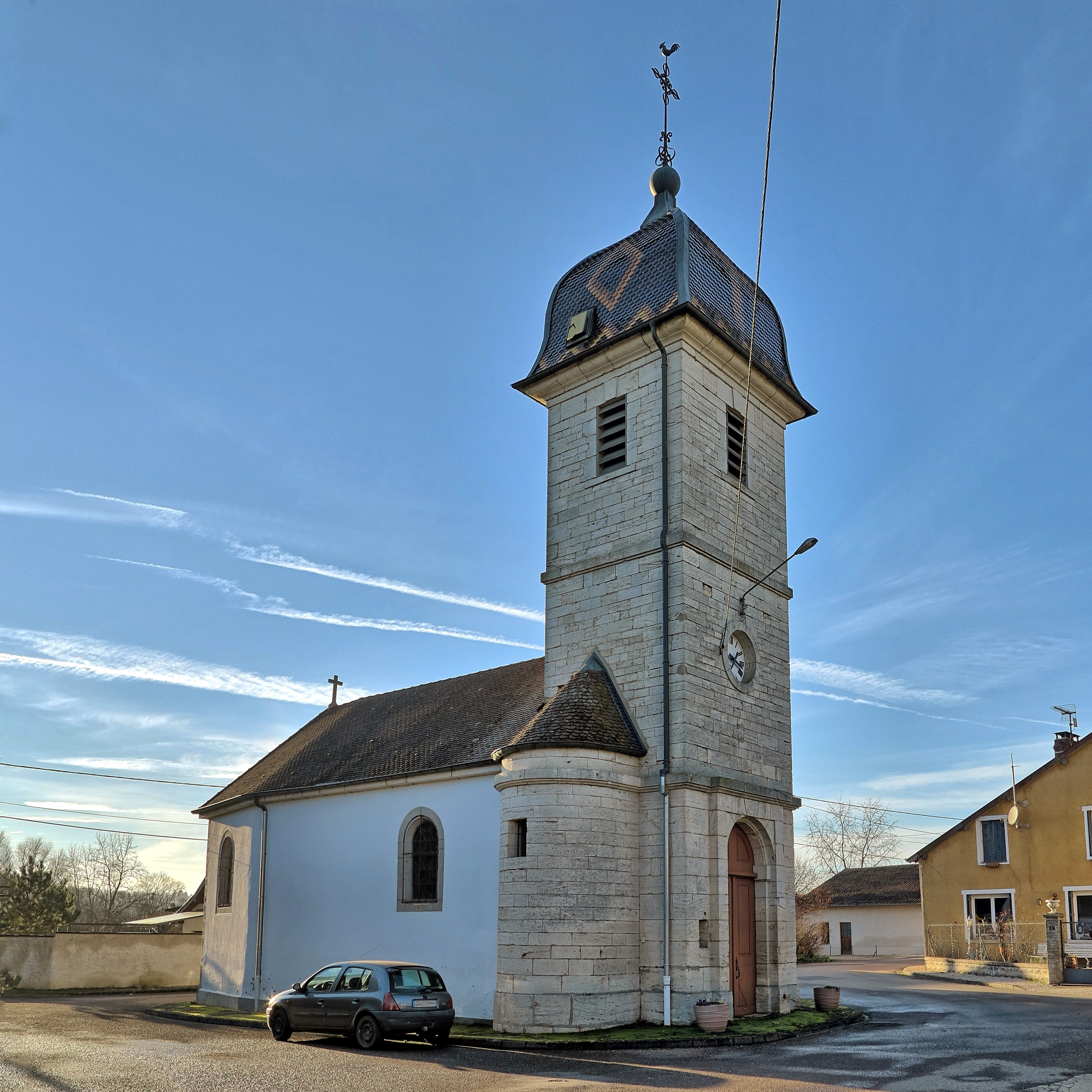
L'église.

- Plusieurs bâtiments recensés dans la base Mérimée : 
  - Le château de Vregille du XVIIIe siècle inscrit aux monuments historiques.
  - L'église Notre-Dame[20] du XVIIIe siècle avec son clocher comtois.
  - La mairie-école du XIXe siècle[21].
  - Une demeure du XVIIIe siècle[22].
  - Une ferme du XIXe siècle[23].
- La vallée de l'Ognon.

### Personnalités liées à la commune
- Henri Prêtre, homme politique né et mort à Vregille.